# Bradypus crinitus
Bradypus crinitus — вид трипалих лінивців. 

## Опис
Південні гривасті лінивці мають більш плоский череп, кругліші щелепи та ширші вилиці, ніж північні гривасті лінивці (Bradypus torquatus).

## Поширення
Цей лінивець є ендеміком бразильського Атлантичного лісу, регіону з високим біорізноманіттям. Південні гривасті лінивці були знайдені в Ріо-де-Жанейро та Еспіріту-Санту.

## Відкриття
Вид був відкритий Джоном Едвардом Греєм у 1850 році, але пізніше його твердження були спростовані, таксономісти вважали, що зразок, який описав Грей, був B. torquatus, але нове дослідження доводить, що B. critinus справді існує. B. crinitus відокремився від B. torquatus більше ніж 4 мільйонами років еволюції.

## Назва
Лінивець отримав стару назву Грея, Bradypus crinitus. Назва кринітус означає волохатий, посилаючись на його кокосовоподібну голову.